# Indian Wells Open 2011 - Qualificazioni singolare maschile
Le qualificazioni del singolare maschile dell'Indian Wells Open 2011 sono state un torneo di tennis preliminare per accedere alla fase finale della manifestazione. I vincitori dell'ultimo turno sono entrati di diritto nel tabellone principale. In caso di ritiro di uno o più giocatori aventi diritto a questi sono subentrati i lucky loser, ossia i giocatori che hanno perso nell'ultimo turno ma che avevano una classifica più alta rispetto agli altri partecipanti che avevano comunque perso nel turno finale.

## Giocatori

### Teste di serie
1. Daniel Brands (ultimo turno)
2. Somdev Devvarman (qualificato)
3. Robert Kendrick (primo turno)
4. Michael Russell (qualificato)
5. Ryan Sweeting (qualificato)
6. Julian Reister (primo turno)
7. Alex Bogomolov Jr. (qualificato)
8. Marinko Matosevic (qualificato)
9. Donald Young (qualificato)
10. Daniel Muñoz de la Nava (ultimo turno)
11. Izak van der Merwe (ultimo turno)
12. Bobby Reynolds (ultimo turno)

1. Rik De Voest (qualificato)
2. Tim Smyczek (qualificato)
3. Flavio Cipolla (qualificato)
4. Iván Navarro (primo turno)
5. Matthew Ebden (qualificato)
6. Alex Kuznetsov (ultimo turno)
7. Stefan Koubek (primo turno)
8. Frank Dancevic (ultimo turno)
9. Peter Polansky (primo turno)
10. Matteo Viola (primo turno)
11. Jesse Witten (ultimo turno)
12. Rajeev Ram (primo turno, ritiro )

### Qualificati
1. Rohan Bopanna
2. Somdev Devvarman
3. Tim Smyczek
4. Michael Russell
5. Ryan Sweeting
6. Flavio Cipolla

1. Alex Bogomolov Jr.
2. Marinko Matosevic
3. Donald Young
4. Chris Guccione
5. Matthew Ebden
6. Rik De Voest

## Tabellone qualificazioni

### Legenda
| - Q = Qualificato - WC = Wild card - LL = Lucky loser | - ALT = Alternate - SE = Special Exempt - PR = Protected Ranking | - w/o = Walkover - r = Ritirato - d = Squalificato |

### 1ª sezione
|  | Primo turno | Primo turno    | Primo turno   | Primo turno | Primo turno |  |  | Ultimo turno | Ultimo turno  | Ultimo turno  | Ultimo turno | Ultimo turno |  |
|  |             |                |               |             |             |  |  |              |               |               |              |              |  |
|  | 1           | Daniel Brands  | Daniel Brands | 6           | 7           |  |  |              |               |               |              |              |  |
|  |             | Scott Lipsky   | Scott Lipsky  | 0           | 5           |  |  | 1            | Daniel Brands | Daniel Brands | 65           | 64           |  |
|  | Alt         | Rohan Bopanna  | 7             | 3           | 7           |  |  | Alt          | Rohan Bopanna | Rohan Bopanna | 7            | 7            |  |
|  | 21          | Peter Polansky | 6             | 6           | 5           |  |  |              |               |               |              |              |  |

### 2ª sezione
|  | Primo turno | Primo turno      | Primo turno      | Primo turno | Primo turno |  |  | Ultimo turno | Ultimo turno     | Ultimo turno     | Ultimo turno | Ultimo turno |  |
|  |             |                  |                  |             |             |  |  |              |                  |                  |              |              |  |
|  | 2           | Somdev Devvarman | Somdev Devvarman | 6           | 6           |  |  |              |                  |                  |              |              |  |
|  |             | Michael McClune  | Michael McClune  | 3           | 1           |  |  | 2            | Somdev Devvarman | Somdev Devvarman | 6            | 6            |  |
|  |             | Greg Jones       | Greg Jones       | 6           | 6           |  |  |              | Greg Jones       | Greg Jones       | 2            | 4            |  |
|  | 19          | Stefan Koubek    | Stefan Koubek    | 2           | 3           |  |  |              |                  |                  |              |              |  |

### 3ª sezione
|  | Primo turno | Primo turno       | Primo turno       | Primo turno | Primo turno |  |  | Ultimo turno | Ultimo turno     | Ultimo turno     | Ultimo turno | Ultimo turno |  |
|  |             |                   |                   |             |             |  |  |              |                  |                  |              |              |  |
|  | 3           | Robert Kendrick   | 6                 | 3           | 4           |  |  |              |                  |                  |              |              |  |
|  |             | Sebastián Decoud  | 1                 | 6           | 6           |  |  |              | Sebastián Decoud | Sebastián Decoud | 1            | 2            |  |
|  | WC          | Daniel Kosakowski | Daniel Kosakowski | 3           | 2           |  |  | 14           | Tim Smyczek      | Tim Smyczek      | 6            | 6            |  |
|  | 14          | Tim Smyczek       | Tim Smyczek       | 6           | 6           |  |  |              |                  |                  |              |              |  |

### 4ª sezione
|  | Primo turno | Primo turno     | Primo turno     | Primo turno | Primo turno |  |  | Ultimo turno | Ultimo turno    | Ultimo turno    | Ultimo turno | Ultimo turno |  |
|  |             |                 |                 |             |             |  |  |              |                 |                 |              |              |  |
|  | 4           | Michael Russell | Michael Russell | 6           | 6           |  |  |              |                 |                 |              |              |  |
|  |             | Ivo Klec        | Ivo Klec        | 3           | 2           |  |  | 4            | Michael Russell | Michael Russell | 6            | 7            |  |
|  |             | Roman Borvanov  | 3               | 6           | 4           |  |  | 18           | Alex Kuznetsov  | Alex Kuznetsov  | 3            | 5            |  |
|  | 18          | Alex Kuznetsov  | 6               | 3           | 6           |  |  |              |                 |                 |              |              |  |

### 5ª sezione
|  | Primo turno | Primo turno   | Primo turno   | Primo turno | Primo turno |  |  | Ultimo turno | Ultimo turno  | Ultimo turno  | Ultimo turno | Ultimo turno |  |
|  |             |               |               |             |             |  |  |              |               |               |              |              |  |
|  | 5/WC        | Ryan Sweeting | Ryan Sweeting | 6           | 6           |  |  |              |               |               |              |              |  |
|  |             | Samuel Groth  | Samuel Groth  | 3           | 1           |  |  | 5/WC         | Ryan Sweeting | Ryan Sweeting | 6            | 6            |  |
|  |             | Eric Nunez    | Eric Nunez    | 2           | 2           |  |  | 23           | Jesse Witten  | Jesse Witten  | 1            | 4            |  |
|  | 23          | Jesse Witten  | Jesse Witten  | 6           | 6           |  |  |              |               |               |              |              |  |

### 6ª sezione
|  | Primo turno | Primo turno      | Primo turno      | Primo turno | Primo turno |  |  | Ultimo turno | Ultimo turno   | Ultimo turno | Ultimo turno | Ultimo turno |  |
|  |             |                  |                  |             |             |  |  |              |                |              |              |              |  |
|  | 6           | Julian Reister   | Julian Reister   | 0           | 63          |  |  |              |                |              |              |              |  |
|  |             | Luka Gregorc     | Luka Gregorc     | 6           | 7           |  |  |              | Luka Gregorc   | 2            | 7            | 5            |  |
|  |             | Phillip Simmonds | Phillip Simmonds | 2           | 2           |  |  | 15           | Flavio Cipolla | 6            | 64           | 7            |  |
|  | 15          | Flavio Cipolla   | Flavio Cipolla   | 6           | 6           |  |  |              |                |              |              |              |  |

### 7ª sezione
|  | Primo turno | Primo turno        | Primo turno        | Primo turno | Primo turno |  |  | Ultimo turno | Ultimo turno       | Ultimo turno | Ultimo turno | Ultimo turno |  |
|  |             |                    |                    |             |             |  |  |              |                    |              |              |              |  |
|  | 7           | Alex Bogomolov Jr. | Alex Bogomolov Jr. | 6           | 6           |  |  |              |                    |              |              |              |  |
|  |             | Stefano Ianni      | Stefano Ianni      | 0           | 2           |  |  | 7            | Alex Bogomolov Jr. | 6            | 1            | 6            |  |
|  | WC          | Steve Johnson      | 63                 | 6           | 64          |  |  | 20           | Frank Dancevic     | 4            | 6            | 3            |  |
|  | 20          | Frank Dancevic     | 7                  | 4           | 7           |  |  |              |                    |              |              |              |  |

### 8ª sezione
|  | Primo turno | Primo turno       | Primo turno       | Primo turno | Primo turno |  |  | Ultimo turno | Ultimo turno      | Ultimo turno      | Ultimo turno | Ultimo turno |  |
|  |             |                   |                   |             |             |  |  |              |                   |                   |              |              |  |
|  | 8           | Marinko Matosevic | Marinko Matosevic | 6           | 6           |  |  |              |                   |                   |              |              |  |
|  |             | Dušan Vemić       | Dušan Vemić       | 4           | 1           |  |  | 8            | Marinko Matosevic | Marinko Matosevic | 7            | 6            |  |
|  |             | Raven Klaasen     | 5                 | 6           | 7           |  |  |              | Raven Klaasen     | Raven Klaasen     | 64           | 4            |  |
|  | 22          | Matteo Viola      | 7                 | 1           | 65          |  |  |              |                   |                   |              |              |  |

### 9ª sezione
|  | Primo turno | Primo turno  | Primo turno  | Primo turno | Primo turno |  |  | Ultimo turno | Ultimo turno | Ultimo turno | Ultimo turno | Ultimo turno |  |
|  |             |              |              |             |             |  |  |              |              |              |              |              |  |
|  | 9           | Donald Young | Donald Young | 6           | 7           |  |  |              |              |              |              |              |  |
|  | WC          | Denis Kudla  | Denis Kudla  | 2           | 64          |  |  | 9            | Donald Young | Donald Young | 6            | 7            |  |
|  | WC          | Rudolf Siwy  | Rudolf Siwy  | 6           |             |  |  | WC           | Rudolf Siwy  | Rudolf Siwy  | 2            | 65           |  |
|  | 24          | Rajeev Ram   | Rajeev Ram   | 4           | r           |  |  |              |              |              |              |              |  |

### 10ª sezione
|  | Primo turno | Primo turno             | Primo turno    | Primo turno | Primo turno |  |  | Ultimo turno | Ultimo turno            | Ultimo turno            | Ultimo turno | Ultimo turno |  |
|  |             |                         |                |             |             |  |  |              |                         |                         |              |              |  |
|  | 10          | Daniel Muñoz de la Nava | 6              | 6           | 5           |  |  |              |                         |                         |              |              |  |
|  |             | Olivier Sajous          | 3              | 7           | 0r          |  |  | 10           | Daniel Muñoz de la Nava | Daniel Muñoz de la Nava | 4            | 3            |  |
|  |             | Chris Guccione          | Chris Guccione | 7           | 6           |  |  |              | Chris Guccione          | Chris Guccione          | 6            | 6            |  |
|  | 16          | Iván Navarro            | Iván Navarro   | 67          | 2           |  |  |              |                         |                         |              |              |  |

### 11ª sezione
|  | Primo turno | Primo turno        | Primo turno        | Primo turno | Primo turno |  |  | Ultimo turno | Ultimo turno       | Ultimo turno       | Ultimo turno | Ultimo turno |  |
|  |             |                    |                    |             |             |  |  |              |                    |                    |              |              |  |
|  | 11          | Izak van der Merwe | Izak van der Merwe | 6           | 6           |  |  |              |                    |                    |              |              |  |
|  |             | Jimmy Wang         | Jimmy Wang         | 3           | 2           |  |  | 11           | Izak van der Merwe | Izak van der Merwe | 4            | 5            |  |
|  |             | Oliver Marach      | Oliver Marach      | 3           | 63          |  |  | 17           | Matthew Ebden      | Matthew Ebden      | 6            | 7            |  |
|  | 17          | Matthew Ebden      | Matthew Ebden      | 6           | 7           |  |  |              |                    |                    |              |              |  |

### 12ª sezione
|  | Primo turno | Primo turno    | Primo turno    | Primo turno | Primo turno |  |  | Ultimo turno | Ultimo turno   | Ultimo turno   | Ultimo turno | Ultimo turno |  |
|  |             |                |                |             |             |  |  |              |                |                |              |              |  |
|  | 12          | Bobby Reynolds | Bobby Reynolds | 6           | 6           |  |  |              |                |                |              |              |  |
|  |             | Lester Cook    | Lester Cook    | 3           | 0           |  |  | 12           | Bobby Reynolds | Bobby Reynolds | 3            | 3            |  |
|  |             | Greg Ouellette | Greg Ouellette | 3           | 2           |  |  | 13           | Rik De Voest   | Rik De Voest   | 6            | 6            |  |
|  | 13          | Rik De Voest   | Rik De Voest   | 6           | 6           |  |  |              |                |                |              |              |  |